# Steeple (Dorset)
Steeple – osada w Anglii, w hrabstwie Dorset, w dystrykcie (unitary authority) Dorset. Leży 23 km na wschód od miasta Dorchester i 171 km na południowy zachód od Londynu.